# Mario Party 2
Mario Party 2 (マリオパーティ 2, Mario Pāti Tsū) est un jeu vidéo de type Party game sorti sur Nintendo 64 en 1999 au Japon, puis en 2000 dans le reste du monde. Il a été développé par Hudson Soft et édité par Nintendo. Le jeu est la suite du premier opus Mario Party et est le deuxième volet de la série des Mario Party. Il est suivi de Mario Party 3.
Mario Party 2 est également sorti sur Wii en tant que contenu téléchargeable de la Console virtuelle en 2010, puis sur Wii U en 2016, toujours sur le service de la Console virtuelle. Et plus récemment, la Console virtuelle sur Nintendo Switch.

## Univers
Mario Party 2 permet de jouer avec six personnages de l'univers des jeux Mario à travers différents jeux de plateau inspirés de ce même univers. Les personnages jouables sont Mario, Luigi, Wario, Peach, Donkey Kong et Yoshi. Il s'agit des mêmes personnages présents dans le premier opus.
Le jeu propose 6 Adventure Boards pour les parties en multijoueur et un Quest Mode destiné pour les parties à un joueur.

### Histoire
Les héros du jeu ont ouvert un nouveau parc à thème qu'il appelle Mario Land. Tout le monde est d'accord sur le choix du nom, sauf Wario qui souhaiterait l'appeler Wario Land. Les personnages commencent à se disputer, jusqu'à l'intervention de la Princesse Peach qui veut renommer le parc Peach Land. Le nouveau nom du parc déplaît encore plus les autres personnages qui continue à se disputer. Pendant ce temps, un gentil Koopa découvre que Bowser, le pire ennemi de Mario, projette de détruire le parc d'attraction des héros. Il tente alors en vain de les avertir. Le Koopa finit par attirer l'attention en proposant une idée qui résoudra les deux problèmes en même temps: le parc sera inauguré avec le nom du personnage qui réussira à vaincre Bowser.

### Mondes
Mario Party 2 propose 6 mondes, qui sont en fait les 6 plateaux de jeu. Cinq d'entre eux sont disponibles dès le début du jeu, le 6e monde se débloque après avoir terminé les précédents.
- Pays Pirate : Sur ce plateau, les personnages sont déguisés en pirates et doivent combattre «le Capitaine Bowser». Le niveau se déroule sur l'île des pirates.
- Pays Western : Sur ce plateau, les personnages sont déguisés en shérifs et doivent combattre «Bowser la Brute». Le niveau se déroule au Far-West.
- Pays Espace : Sur ce plateau, les personnages sont déguisés en astronautes et doivent combattre «la Nébuleuse Bowser». Le niveau se déroule dans une station spatiale.
- Pays Horreur : Sur ce plateau, les personnages sont déguisés en sorciers et doivent combattre «le Sorcier Bowser». Le niveau se déroule dans une forêt hantée.
- Pays Mystère : Sur ce plateau, les personnages sont déguisés en archéologues et doivent combattre «le Sphinx Bowser». Le niveau se déroule dans des ruines antiques.
- Pays Bowser : Sur ce plateau, les personnages doivent combattre «Bowser, le Roi des Koopas». Le niveau se déroule dans le monde de Bowser. Ce plateau est déverrouillé seulement après avoir terminé au moins une fois tous les autres plateaux.

Il existe également deux mondes supplémentaires. Il s'agit du Pays des Règles qui est le tutoriel du jeu, et du Pays Mini-Jeu qui regroupe tous les mini-jeux individuellement.

## Système de jeu

### Objectifs
Le système de jeu est proche du jeu de l'oie. Les joueurs se déplacent sur un plateau de jeu pour ramasser des étoiles et ainsi remporter la partie face à leurs adversaires. La fin d'un tour ainsi que l'arrêt sur certaines cases déclenchent le lancement d'un mini-jeu, choisi aléatoirement. Le but du jeu est d'avoir le maximum de pièces et d'étoiles. Les six mondes du jeu ont chacun une inspiration particulière : pirate, western, espace, mystère et horreur, plus un monde caché, disponible lorsque le joueur a terminé tous les autres niveaux. La montagne des mini-jeux n'est accessible que lorsqu'un certain nombre de mini-jeux ont été achetés, le but étant d'atteindre la fin de chaque niveau en surmontant toutes les épreuves successivement.

### Mini-jeux
Plusieurs joueurs s'affrontent dans une succession de mini-jeux. Soixante-cinq mini-jeux sont disponibles et chaque personnage à un déguisement pour chaque plateau différent. Les mini-jeux sont divisés en plusieurs catégories: 4 joueurs, 1 contre 3, 2 contre 2 ou un mode battle où les joueurs s'affrontent chacun pour soi. Le type de mini-jeux est déterminé selon la couleur de la case où se trouvent les joueurs. Si les 4 joueurs ont la même couleur, il s'agira d'un jeu à 4 joueurs. Si 2 joueurs sont sur des cases rouges et que les deux autres sont sur des cases bleus, le mini-jeu se déroulera à 2 contre 2. Si un joueur est sur une couleur différente des 3 autres joueurs, il s'agira d'une partie à 1 contre 3. Enfin, si un joueurs tombe une case «battle», un mini-jeu en battle débutera.
Les mini-jeux ont différents objectifs. Certains ont été seulement édités ou transférés, parfois sous un autre nom, à partir du premier Mario Party. Cependant, mais si certains mini-jeux sont identiques, ils possèdent des règles et des objectifs différents. Leur apparence est parfois aussi différente.

### Objets

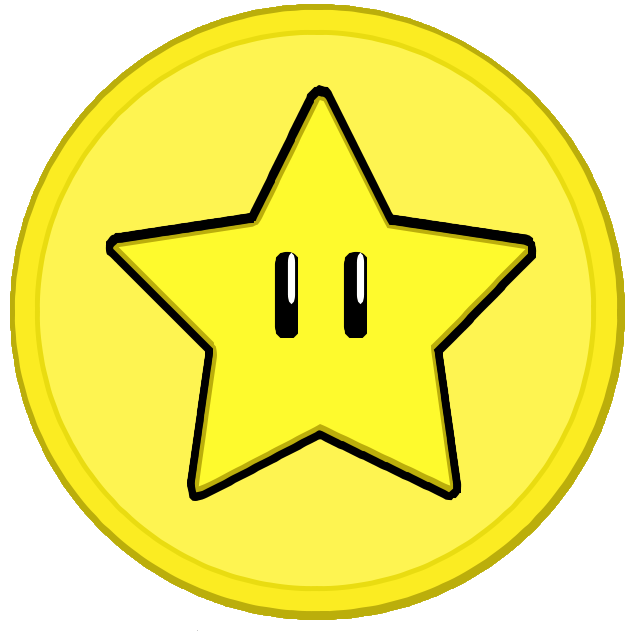
Les pièces permettent d'acheter certains objets.

Un personnage a l'occasion d'acheter, de gagner ou de vendre des objets. Parmi ces objets sont inclus des champignons, des clés, des coffres aux trésors et d'autres encore. Par exemple, le champignon permet au joueur de lancer le dès deux fois et de se déplacer sur un nombre de case égal à la somme des lancers. Si un joueur obtient deux fois le même nombre, il reçoit un bonus de 10 pièces. S'il obtient 3 fois le même nombre, ce bonus augmente à 30 pièces. Enfin, s'il réussit sept fois à avoir 3 résultats identiques, le bonus sera de 50 pièces.
- Champignon : Il permet de lancer deux fois les dès. Sa valeur est de 10 pièces.
- Clé Squelette : Elle permet d'ouvrir une porte qui mène à un raccourci. Sa valeur est de 10 pièces.
- Bloc Chaos : Il permet de frapper dans un bloc qui choisit un joueur aléatoirement. Les deux joueurs échangent leur place. Sa valeur est de 15 pièces.
- Gants de Duel : Ils permettent de défier un autre joueur dans une duel où des pièces seront en jeu. Sa valeur est de 15 pièces.
- Coffre Butin : Il permet de voler un objet d'un autre joueur. Sa valeur est de 15 pièces.
- Champignon d'or : Il permet de lancer trois fois les dès. Sa valeur est de 20 pièces.
- Lampe Magique : Elle permet de téléporter le joueur à l'emplacement de l'étoile. Sa valeur est de 30 pièces.
- Bombe Bowser : Elle permet de transformer Mini-Bowser en Bowser à la fin du tour. Ce dernier avance ensuite sur le plateau et enlève des pièces aux joueurs sur son chemin. Cet objet ne peut pas être acheté.
- Costume Bowser : Le joueur se déguise en Bowser. Tous les joueurs qui passent par la case du joueur déguisé doivent lui donner 20 pièces. Cet objet ne peut pas être acheté.
- Cloche Boo : Elle permet à Boo d'aller voler une étoile ou des pièces à un autre joueur. Cet objet ne peut pas être acheté.

## Accueil
Mario Party 2 a plutôt reçu des avis positifs. Il a été félicité pour ses ajouts par rapport au jeu original qui sont considérés une petite amélioration. Cet éloge, cependant, a été quelque peu compensée par le fait que la formule n'a que très peu changé depuis le premier jeu, en particulier, la mise en avant de la chance plutôt que les compétences du joueur ainsi que le faible intérêt du mode à un joueur. Il est le dernier opus des Mario Party à ne présenter que les six personnages originaux.
GameSpot a donné la note de 7.8/10, argumentant que le jeu avait une meilleure rejouabilité que le précédent opus et que les mini-jeux étaient moins ennuyeux. IGN a attribué un 7.9/10, ce qui est la même note qu'avait reçu le premier jeu. Les arguments se résument aux contenus additionnels par rapport au premier opus et au jeu qui « adhère à la même formule gagnante, mais s'il n'y a pas assez de nouveauté pour justifier l'achat ».